# Prentice Mulford
Pour les articles homonymes, voir Mulford.
Prentice Mulford (5 avril 1834 à Sag Harbor - 27 mai 1891 à Long Island) est un écrivain et journaliste américain précurseur de la Nouvelle Pensée.